# 四方麻
四方麻（学名：Veronicastrum caulopterum）为玄参科腹水草属下的一个种。

## 扩展阅读
- 維基物種上的相關：四方麻

[在维基数据编辑]
 《植物名實圖考·四方麻》，出自吳其濬《植物名實圖考》